# Rușii-Munți
Rușii-Munți (in ungherese Marosoroszfalu, in tedesco Russ) è un comune della Romania di 2287 abitanti, ubicato nel distretto di Mureș, nella regione storica della Transilvania. 
Il comune è formato dall'unione di 4 villaggi: Maiorești, Morăreni, Rușii-Munți, Sebeș.